# Lemegeton
Lemegeton ili Manji ključ kralja Salomona (lat. Lemegeton Clavicula Salomonis Regis) je grimorij nastao vjerojatno u 17. stoljeću. Autor je nepoznat, a samo djelo atributirano je židovskom kralju Salomonu, čije ime se veže uz još neka djela iz područja magije i okultnog.
Ovaj grimorij daje popis, opis i karakteristike sedamdeset i dva demona koje je kralj Salomon zarobio u brončanu bačvu zapečačenu svojim pečatom i natjerao ih da mu služe. Popis demona oslanja se na starija djela iz oblasti demonologije, primjerice na popis Johanna Weyera, 16. stoljeće.
Crowley i Mathers preveli su Lemegeton, točnije njegovu prvu knjigu, na engleski, 1904. godine.

## Povijest
Manji ključ kralja Salomona datira se u 17. stoljeće i taj kronološki okvir uzima se kao period u kojem je konočno definiran ustroj i sadržaj same knjige. Nasuprot tome, većina materijala sadržanog u tekstovima može se pronaći u ranijim rukopisima od kojih neki sežu u 14. stoljeće, pa čak i u raniji srednjovjekovni period.

## Knjige
Manji Ključ kralja Salomona podijeljen je u pet knjiga koje zajedno sačinjavaju cjelinu. Ne smije ga se miješati s drugim poznatim magijskim spisom istoga imena. Sadrži imena, službe i redove svih duhova sa kojima je, prema tradiciji, komunicirao kralj Salomon. Osim toga, sadrži pečate i karaktere svakog duha te načine njihova prizivanja na vidljivo prisustvo.

### Goecija ili Ars Goetia
Prva knjiga je Knjiga Zlih duhova, nazvana Goecija u kojoj se opisuje kako je kralj Salomon prizvao i potom zarobio zle duhove u brončanu bačvu zapečačenu magičnim simbolima i natjerao ih da mu služe, čime je stekao veliku slavu. Knjiga sadrži opis i karakteristike sedamdeset i dva demona i daje uputstva kako ih prizvati.
Goecija daje i sedamdeset i dva pečata čija uporaba u magičnim ritualima služi za prizivanje i kontrolu nad svakim od demona. Popis demona u Goeciji prilično je podudaran s onim kojeg je zapisao Johann Weyer 1563. godine u De Praestigiis Daemonum, dodatku njegova djela Pseudomonarchia Daemonum.

#### Popis sedamdeset i dva demona
Ovdje je priložen popis sedamdeset i dva demona Goecije poredanih po redosljedu koji se razlikuje od sličnog koji je napisao Johann Weyer u svom djelu Pseudomonarchia Daemonum:
| 1. kralj Bael 2. vojvoda Agares 3. princ Vassago 4. markiz Samigina 5. predsjednik Marbas 6. vojvoda Valefor 7. markiz Amon 8. vojvoda Barbatos 9. kralj Paimon 10. predsjednik Buer 11. vojvoda Gusion 12. princ Sitri 13. kralj Beleth 14. markiz Leraje 15. vojvoda Eligos 16. vojvoda Zepar 17. grof/predsjednik Botis 18. vojvoda Bathin 19. vojvoda Saleos 20. kralj Purson 21. grof/predsjednik Marax 22. grof/princ Ipos 23. vojvoda Aim 24. markiz Naberius | 25. grof/predsjednik Glasya-Labolas 26. vojvoda Bune 27. markiz/Count Ronové 28. vojvoda Berith 29. vojvoda Astaroth 30. markiz Forneus 31. predsjednik Foras 32. kralj Asmoday 33. princ/predsjednik Gäap 34. grof Furfur 35. markiz Marchosias 36. princ Stolas 37. markiz Phenex 38. grof Halphas 39. predsjednik Malphas 40. grof Räum 41. vojvoda Focalor 42. vojvoda Vepar 43. markiz Sabnock 44. markiz Shax 45. kralj/grof Viné 46. grof Bifrons 47. vojvoda Vual 48. predsjednik Häagenti | 49. vojvoda Crocell 50. vitez Furcas 51. kralj Balam 52. vojvoda Alocer 53. predsjednik Caim 54. vojvoda/grof Murmur 55. princ Orobas 56. vojvoda Gremory 57. predsjednik Ose 58. predsjednik Amy 59. markiz Orias 60. vojvoda Vapula 61. kralj/predsjednik Zagan 62. predsjednik Valac 63. markiz Andras 64. vojvoda Haures 65. markiz Andrealphus 66. markiz Cimeies 67. vojvoda Amdusias 68. kralj Belial 69. markiz Decarabia 70. princ Seere 71. vojvoda Dantalion 72. grof Andromalius |

### Theurgia Goetia
Druga knjiga naziva se Theurgia Goetia i sadrži popis Zračnih Duhova, bilo zlih ili dobrih. U ovoj knjizi daje se popis trideset i jednog vladajućeg Zračnog duha zajedno s načinima kako se zaštiti od njih, imenima njima podređenih duhova, molitvama za njihovo prizivanje i njihovim osobinama.
Sadržaj druge knjige ima podudarnosti sa Steganographijom Johanna von Tritheima iz 16. stoljeća, iako u potonjoj nedostoju magični pečati duhova.

### Ars Paulina
Treća knjiga Ars Paulina (Pavlovo umijeće) dobila je naziv prema Apostolu Pavlu, no autorstvo se pripisuje Salomonu. Prema legendi, Pavao je uznesen na treće nebo gdje je "čuo neizrecive riječi koje čovjeku nije slobodno govoriti (2 Kor 12,2-4).
Knjiga je bila poznata još u srednjem vijeku, ali je sudeći po tekstu konačnu redakturu dobila u 17. stoljeću. U prvom dijelu bavi se Duhovima (anđelima) koji upravljaju planetarnim satima u danu, njihovim pečatima, karakteristikama i slugama, te odnosima tih Duhova sa sedam planeta poznatih u to vrijeme. Drugi dio bavi se Duhovima kojima je dodijeljen svaki od stupnjeva Zodijaka i svaki od sati u danu, a na osnovu toga ih se zaziva ovisno o astrološkoj situaciji i dobu dana. Također, bavi se odnosom Duhova s četiri osnovna elementa (Vatra, Zemlja, Voda i Zrak), te njihovim imenima i pečatima.

### Ars Almadel
Četvrta knjiga Legemetona nosi ime Ars Almadel. Ova knjiga daje instrukcije kako izraditi voštanu ploču s ucrtanim zaštitnim simbolima. Također, daju se upute kako prizvati anđele i kakvu im je vrstu pitanja dozvoljeno postaviti. Nadalje, sadrži molitve, koje sačinjavaju mješavinu kabalističkih i magijskih riječi, kao i naputke kako koristiti te molitve. Također, knjiga daje popis duhova koji upravljaju s Četiri Visine ili sa 360° zodijaka.

### Ars Notoria
Ars notoria je srednjovjekovni grimorij čiji se najstariji latinski rukopisi datiraju u 13. stoljeće, a moguće je da su i stariji.
Prema nekim izvorima, peta knjiga Lemegetona zapravo nosi naziv Ars Nova i predstavlja zasebnu knjigu Lemegetona, jer postoje rukopisi i izdanja Lemegetona koja sadržavaju samo prve četiri knjige, dok je Ars Notoria bila pridodana jednoj verziji Lemegetona kao dodatak. Peta knjiga donosi govore i molitve koje je mudri Salomon koristio pri oltaru u hramu. Prema tradiciji, sadržaj knjige otkrio je Salomonu arkanđeo Mihael, a osim toga primio je mnogo kratkih bilješki napisanih Božjim prstom, koje su mu bile objavljene od strane arkanđela Mihaela u udarcima gromova. Na taj način je kralj Salomon stekao veliko znanje.